# Високий суд Англії та Уельсу
Високий суд Її Величності юстиції в Англії (англ. Her Majesty's High Court of Justice in England, більш відомий як Високий суд Англії та Уельсу, Високий суд Лондона або просто Високий суд) — один з трьох вищих судів Англії та Уельсу разом з Апеляційним та Королівським судом.
Високий суд функціонує як суд першої та апеляційної інстанції у окремих видах справ.
Високий суд (формально Високий суд Її Величності в Англії) керується рішеннями Апеляційного суду, який керується рішеннями Верховного Суду Великої Британії.

## Судді
Суддів Високого суду Лондона призначає монарх за рекомендацією членів Комісії з судовим призначень. Головою суду є Лорд головний суддя Англії та Уельсу.

## Відділення
Високий суд має три відділення – Суд королівської лави (Відділення королівської лави), Суд лорда-канцлера (Канцлерське відділення) та Сімейне відділення. Відділення Високого суду не є окремими судами, але вони мають кілька відмінностей у процедурі і практиці відповідно до їхніх компетенцій. Хоча у конкретних видах справ, що віднесені до відповідного відділення в залежності від його компетенції, кожне відділення може здійснювати юрисдикцію Високого суду. Однак, розгляд справи невідповідним судом може призвести до накладення штрафу.

### Суд королівської лави
Відділення королівської лави (англ. Queen's Bench Division) є найбільше відділення Високого суду. У 2013 році в нього входили 72 з 108 суддів Високого суду. Це відділення розглядає всі цивільні справи, які потрапляють до високого суду, але не віднесені прямо до юрисдикції одного з двох інших відділень. У статусі апеляційної інстанції суд переглядає рішення судів графств у цивільних справах та рішення магістратських судів у кримінальних справах.
У складі Відділення королівської лави утворені три спеціальних суду.
- Комерційний суд — розглядає суперечки по банківському праву і міжнародному приватному праву.
- Технологічний і будівельний суд — суперечки, що вимагають технічних знань.
- Адміралтейський суд — суперечки з морського права.

Крім того, в складі відділення утворений так званий Адміністративний суд, який являє собою підрозділ, що займається переглядом рішень нижчих судів і розглядом скарг на дії адміністративних органів.

### Суд лорда-канцлера
Канцлерське відділення (англ. Chancery Division) уповноважена розглядати суперечки з трастами, з корпоративного права та спадкового права, деякі земельні суперечки. У складі відділення утворені: Рахункова палата, Економічний суд, Патентний суд і Судова палата.
Патентний суд і Судова палата розглядають, відповідно, суперечки, пов'язані з інтелектуальною власністю, корпоративні суперечки, в тому числі банкрутство.

### Сімейне відділення
Сімейне відділення (англ. Family Division) був створений у 1971 році, і має цивільну юрисдикцію, до якої відносяться питань, що стосуються спадщини, медичний догляд, розлучення та опікунства над дітьми. Крім того, суд приймає рішення за апеляціями на постанови судів у сімейних справах (англ. Family Courts).
Особливість роботи цього відділення полягає у тому, що в термінових випадках засідання можуть бути проведені у будь-який час доби, в тому числі й по телефону.